# Cryptosiphum astrachanicae
Cryptosiphum astrachanicae är en insektsart. Cryptosiphum astrachanicae ingår i släktet Cryptosiphum och familjen långrörsbladlöss. Inga underarter finns listade i Catalogue of Life.